# تابع اسیدی هامت
تابع اسیدی هامت(به انگلیسی: Hammett acidity function) گونه‌ای از تابع اسیدی است که جهت اندازه گیری قدرت اسیدی محلول‌های غلیظ یا اسیدهای بسیار قوی مانند ابراسیدها به کار می‌رود.این تابع به نام شیمی فیزیکدان آمریکایی لویسس پلاک هامت نامگذاری شده و با نماد (H۰) نمایش داده می‌شود.

## تعریف
تابع اسیدی هامت(H۰) به صورت زیر قابل تعریف است:
{\displaystyle H_{0}={\mbox{p}}K_{BH^{+}}+\log {\frac {[B]}{[BH^{+}]}}}
در ادامه مقدار این کمیت برای چند ماده شیمیایی ذکر شده است:
- فلوئوروآنتیمونیک اسید (۱۹۹۰): −۳۱٫۳
- مجیک اسید (۱۹۷۴): −۱۹٫۲
- کربوران اسید (۱۹۶۹): −۱۸٫۰
- فلوئوروسولفوریک اسید (۱۹۴۴): −۱۵٫۱
- تری‌فلوئورومتان‌سولفونیک اسید (۱۹۴۰): −۱۴٫۱
- کلروسولفوریک اسید (۱۹۷۸): -۱۲٫۷۸ [۶]
- سولفوریک اسید: −۱۲٫۰